# Kotahalli, Sidlaghatta
Kotahalli là một làng thuộc tehsil Sidlaghatta, huyện Chikkaballapur, bang Karnataka, Ấn Độ.